# Волитцер, Мег
Мег Волитцер (англ. Meg Wolitzer; род. 28 мая 1959, Нью-Йорк, США) — американская писательница еврейского происхождения, автор романов Жена, The Ten-Year Nap, The Uncoupling и переведённого в 2018 году на русский язык «Исключительные» (The Interestings, 2013).

## Биография
Родилась в семье психолога Мортона Волитцера и писательницы-романистки Хильмы Волитцер — в Нью-Йоркском районе Бруклин.
Изучала креативное письмо в Колледже Смит, а в 1981 году окончила Брауновский университет (штат Род-Айленд). Свою первую повесть Sleepwalking она написала ещё до окончания обучения, в 1982 году.